# Trixsi
Trixsi ist eine deutsche Indie-Rock-Supergroup aus Hamburg, die aus aktuellen und ehemaligen Mitgliedern der Bands Jupiter Jones, Herrenmagazin, Findus, Love A und Schreng Schreng & La La besteht.

## Geschichte
Die Formation aus Jörkk Mechenbier (Love A und Schreng Schreng & La La), König Wilhelmsburg (Herrenmagazin), Kristian Kühl (Findus), Klaus Hoffmann (Jupiter Jones) und Paul Konopacka (Herrenmagazin) erlangte ab Anfang des Jahres 2018 erste Aufmerksamkeit durch kleinere Konzerte in Norddeutschland, beispielsweise im Bremer Kulturzentrum Lagerhaus oder im Hamburger Musikclub Molotow. Es folgte ein Vertragsangebot vom deutschen Independent-Label Glitterhouse Records live während eines Auftritts auf dem Orange Blossom Special Festival 2019, das die Musiker akzeptierten. Mit der selbstbetitelten und auf 200 Exemplare limitierten Single Trixsi erschien im Dezember 2019 der erste physische Tonträger der Band.
Im Mai 2020 kündigte die Band ihr Debütalbum an und veröffentlichte zeitgleich die erste Singleauskopplung mit dem Titel Wannabe als Musikvideo. Das Studioalbum Frau Gott erschien am 26. Juni 2020 und stieg auf Platz 83 der deutschen Albumcharts ein.
Das zweite Studioalbum …And You Will Know Us by the Grateful Dead wurde am 3. Juni 2022 veröffentlicht.

## Diskografie
Studioalben

| Jahr | Titel Musiklabel                                                | Höchstplatzierung, Gesamtwochen, AuszeichnungChartplatzierungen (Jahr, Titel, Musiklabel, Platzierungen, Wochen, Auszeichnungen, Anmerkungen) | Höchstplatzierung, Gesamtwochen, AuszeichnungChartplatzierungen (Jahr, Titel, Musiklabel, Platzierungen, Wochen, Auszeichnungen, Anmerkungen) | Höchstplatzierung, Gesamtwochen, AuszeichnungChartplatzierungen (Jahr, Titel, Musiklabel, Platzierungen, Wochen, Auszeichnungen, Anmerkungen) | Anmerkungen                         |
| Jahr | Titel Musiklabel                                                | DE | AT | CH | Anmerkungen                         |
| ---- | --------------------------------------------------------------- | --- | --- | --- | ----------------------------------- |
| 2020 | Frau Gott Glitterhouse Records                                  | DE83 (1 Wo.)DE | AT—AT | CH—CH | Erstveröffentlichung: 26. Juni 2020 |
| 2022 | …And You Will Know Us by the Grateful Dead Glitterhouse Records | DE—DE | AT—AT | CH—CH | Erstveröffentlichung: 3. Juni 2022  |

Singles
- 2019: Trixsi
- 2020: Wannabe
- 2020: Trauma
- 2021: Ach Meche
- 2022: Schlangenmann
- 2022: Panik